# مهدی خالدی
مهدی خالدی (زاده ۶ مرداد ۱۲۹۸ تهران – درگذشته ۹ آذرماه ۱۳۶۹) موسیقی دان، آهنگساز و نوازنده اهل ایران بود.

## زندگی
مهدی خالدی در مردادماه سال ۱۲۹۸ خورشیدی در محله سنگلج تهران به دنیا آمد. پدربزرگ مادری اش نوازنده نی در دربار ناصرالدین شاه بود. علاقه او به موسیقی باعث شد که پدرش در ۱۶ سالگی او را به نزد ابوالحسن صبا ببرد که با او دوستی داشت. صبا که متوجه علاقه و استعداد مهدی در موسیقی شده بود، او را به شاگردی خود پذیرفت. او طی یک سال و نیم آموزش ویلن و موسیقی ایرانی را نزد صبا فرا گرفت و کمی بعد جزو هنرمندان شناخته شده عرصه موسیقی شد. او همچنین از محضر هنرمندانی مثل روح‌الله خالقی، حسین یاحقی، حسین خالدی و حبیب اسماعیلی هم استفاده کرد.

## فعالیت هنری
با افتتاح رادیو در سال ۱۳۱۹ خورشیدی صبا او را به عنوان نوازنده ویلن به ارکستر رادیو معرفی کرد و به زودی هر هفته دو برنامه رادیویی در اختیارش قرار گرفت. سال ۱۳۳۴ به مقام سرپرستی موسیقی رادیو ایران رسید و با همکاری بنان ۶ ارکستر برای رادیو تشکیل داد. در این ارکسترها خوانندگان و نوازندگان مختلف شرکت داشتند و رهبری آن‌ها به عهده خود وی بود. تعداد آهنگ‌هایی که خالدی ساخته و از رادیو پخش شده بین ۲۵۰ تا ۳۰۰ آهنگ است و ۱۱  آهنگ نیز برای برنامه گلها ساخت.
او در نواختن ویولن سبکی نو و خاص ابداع کرد و الگوی قدیمی اجرای موسیقی ایرانی را بهم زد. خالدی به جای روال پیش‌درآمد، آواز، تصنیف و رنگ، تصنیف‌هایی ساخت که اول دوبند شعر همراه با آهنگ در آغاز برنامه خوانده می‌شد سپس خواننده تصنیف را می‌خواند و بعد یک قطعه آواز با ساز سلو اجرا می‌شد و در نهایت برنامه با همان تصنیف خاتمه پیدا می‌کرد. همین نوآوری توجه و علاقه مردم را برانگیخت و باعث شهرت و محبوبیت آهنگ‌های او شد. در آهنگسازی چهارمضراب شور معروف به چهارمضراب خالدی و چهارمضراب سلمک را انحصاری خود ساخت.
وی در نواختن ویلن در کنار سبک صبا و حسین یاحقی، سبک ویژه‌ای مخصوص به خود ابداع کرد که در آن توجه به آرشه کشی بیش از پنجه مهم بود. همچنین نخستین نوازنده‌ای بود که بعد از صبا در رادیو ایران به تکنوازی ویولن پرداخت.
او علاقه زیادی به آهنگ‌های فولکلور و محلی داشت و از آن‌ها به عنوان منبع الهام بسیاری از آهنگ‌هایش مثل رعنا جان و آی بانو استفاده کرد.
در طی سالهای ۱۳۲۴ تا ۱۳۴۳ به دعوت شبکه‌های رادیویی کشورهای همسایه سفرهای متعددی را جهت اجرا و شناسایی موسیقی ایرانی انجام داد. سال ۱۳۲۴ به دعوت شبکه رادیویی هندوستان همراه با بدیع زاده ، علی اکبر پروانه، کاموسی و علی زاهدی به دهلی رفت و باعث رونق برنامه‌های فارسی رادیو دهلی شد تا جاییکه یکسال بعد رادیو هندوستان برای ضبط نمونه‌های موسیقی ایرانی بر روی صفحه از او دعوت کرد و او به همراه تعدای از بهترین هنرمندان آن روزگار به هند رفت و ۱۵۰ صفحه از آهنگ‌های ایرانی را ضبط کردند. سال ۱۳۲۴ نیز به دعوت دولت افغانستان و رادیو کابل به عنوان سرپرست هیأتی از هنرمندان چون حسین قوامی، جلیل شهناز، مجید نجاحی، انوشیروان روحانی و حسین همدانیان به کابل رفت و ۹ برنامه اجرا کردند که مورد توجه بسیار قرار گرفت. کمی پس از آن دولت شوروی هم از هنرمندان رادیو ایران دعوت کرد و اینبار نیز خالدی به عنوان سرپرست هیأتی که اعضایش فرهنگ شریف، جهانگیر ملک و ناصر مسعودی بودند به باکو و مسکو رفتند و برنامه‌های مختلفی اجرا کردند.
در دهه ۳۰ با اینکه سینما در ایران نوپا و فاقد تکنیک‌های لازم بود اما به دعوت فیلمسازان برای فیلم‌هایشان آهنگ ساخت که اسامی برخی از این فیلم‌ها عبارتند از: زندانی امیر، طوفان زندگی، شرمسار و مادر.
آشنایی خالدی با دلکش و تشکیل مثلث خالدی، دلکش و نواب صفا (شاعر) باعث شد که همراه با هم تعدادی از بهترین آهنگ‌های ایرانی همچون آمد نوبهار، داغ لاله، رفتی و رفتم و دل غافل پدیدار شود. خالدی حدود ۸۰ آهنگ برای دلکش ساخت.
او در طی دوران آهنگسازی با شعرای فراوانی همچون رهی معیری، بیژن ترقی، اسماعیل نواب صفا، معینی کرمانشاهی، حسین مسرور، ابوالقاسم حالت، سایه، حسین گل گلاب، مهدی سهیلی، پرویز خطیبی و نادر نادرپور همکاری کرد. حدود ۸۰ آهنگ نیز بر روی اشعار متقدمین همچون حافظ و سعدی ساخته‌است.
اسامی برخی از خوانندگانی که آهنگ‌های او را خوانده‌اند عبارتند از: دلکش، ملوک ضرابی، روح بخش، بنان و قوامی. همچنین بیشتر تصنیف‌های غیر محلی خوانده شده توسط سیمابینا به آهنگسازی خالدی است.

## درگذشت
خالدی بعد از یک دوره بیماری و ابتلا به سرطان حنجره در تاریخ ۹ آذرماه ۱۳۶۹ درگذشت. از او سه فرزند به اسامی نشاط، مهرداد و شهرزاد به یادگار مانده‌است.

## آثار
از معروفترین آهنگ‌های خالدی آمد نوبهار(نشاط طبیعت) و مارا زچه پابند جنون کردی است. هر دو با کلام نواب صفا.
برخی از آثار:
- بگریم (دررثای استاد صبا و با صدای غلامحسین بنان)
- گل پژمرده (در رثای  رضا محجوبی  )
- شیرین (با شعر ابوالقاسم حالت)
- دیده گویا (با شعر پرویز خطیبی)
- گل رؤیا (با شعر سیمین بهبهانی)
- رفتی (با شعر نواب صفا)
- آتش جان (با شعر رهی معیری)
- انتظار (با شعر معینی کرمانشاهی)
- بازآی نگارا (با آواز مرضیه)
- آی بانو- رعناجان- مریم جان (شعر محلی به خوانندگی دلکش)
- دلدار- بخواهی نخواهی- به کنارم بنشین(با کلام رهی معیری)- رفتی و رفتم- بی‌قرار – ناله دل- بت ساز- بی‌قرار- ما را بس(با کلام پرویز خطیبی)- نازنین من (با صدای دلکش)
- آلبوم «بداهه نوازی ویولن» در دستگاه همایون، شور و آواز دشتی[۴]
- آلبوم «نامه‌های گمشده» با صدای بنان[۵]
- کتاب «ساز شکسته» شامل ۳۰ قطعه از موسیقی‌های تولیدشده توسط مهدی خالدی[۶]
- موسیقی فیلم «ماجرای زندگی» به کارگردانی نصرت‌اله محتشم (۱۳۳۳)[۷]
- مجموعه آثار مهدی خالدی توسط حبیب‌الله نصیری‌فر در سال ۱۳۷۱ منتشر شد.